# Оппенгейзен
Оппенгейзен (нід. Oppenhuizen) — село в нідерландській провінції Фрисландія. Входить до муніципалітету Південно-Західна Фрисландія.
Його площа становить 4,46км², а населення станом на 2021 рік складало 1 075 осіб.
Перша згадка про населений пункт датується 13-им сторіччям.

## Галерея

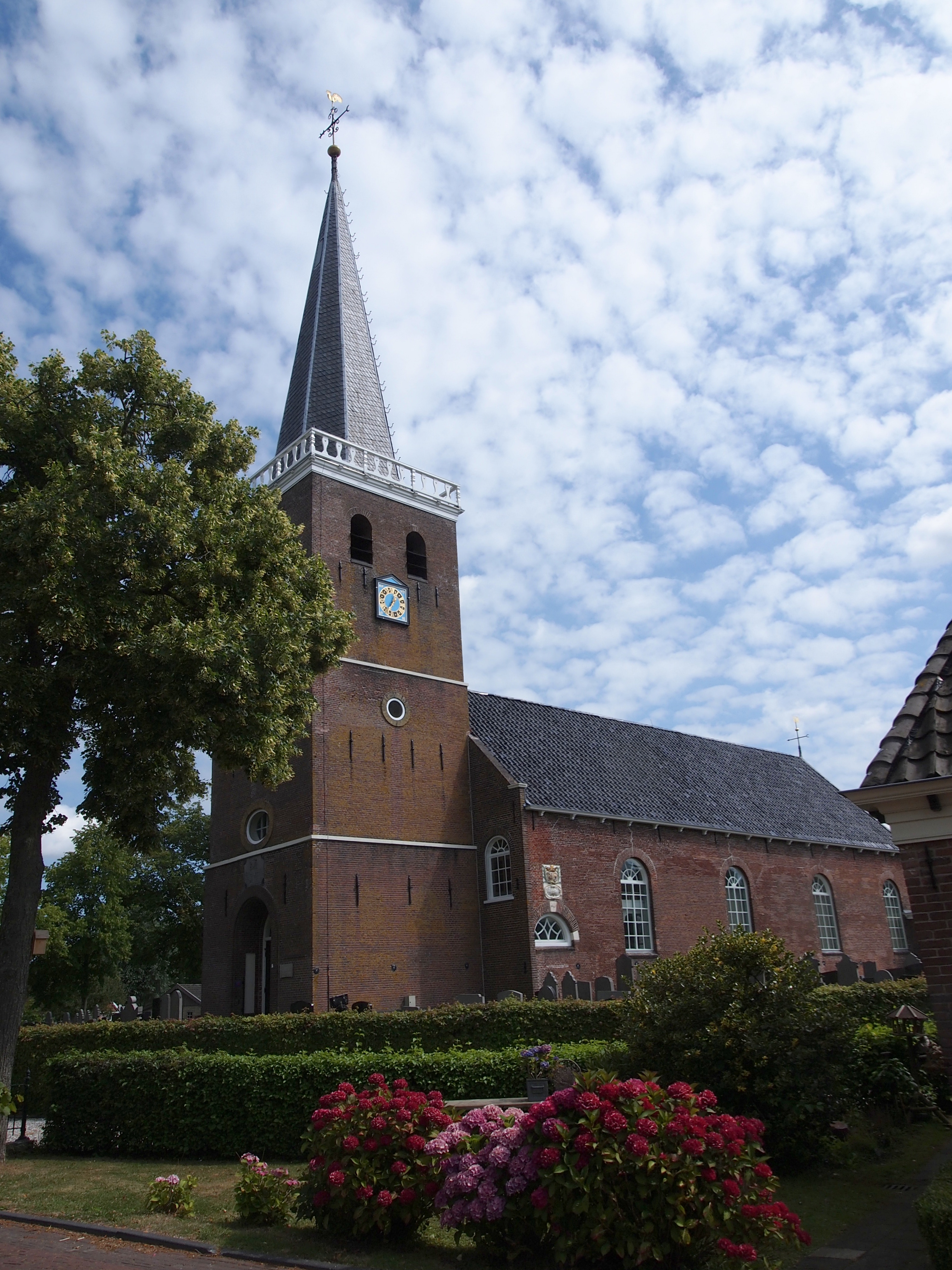
Церква у селі (2014)
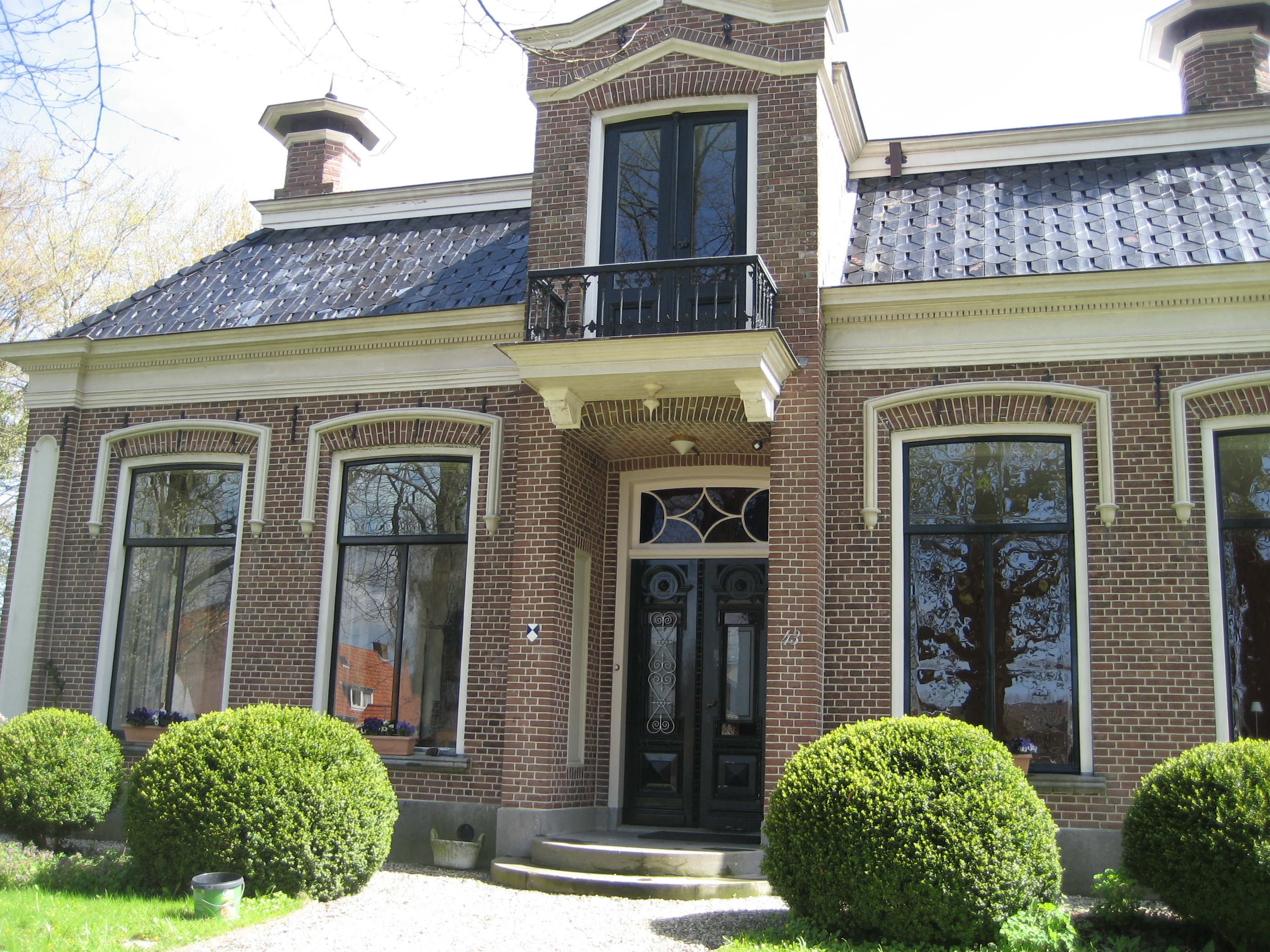
Будівля колишнього будинку почту реформистської церкви
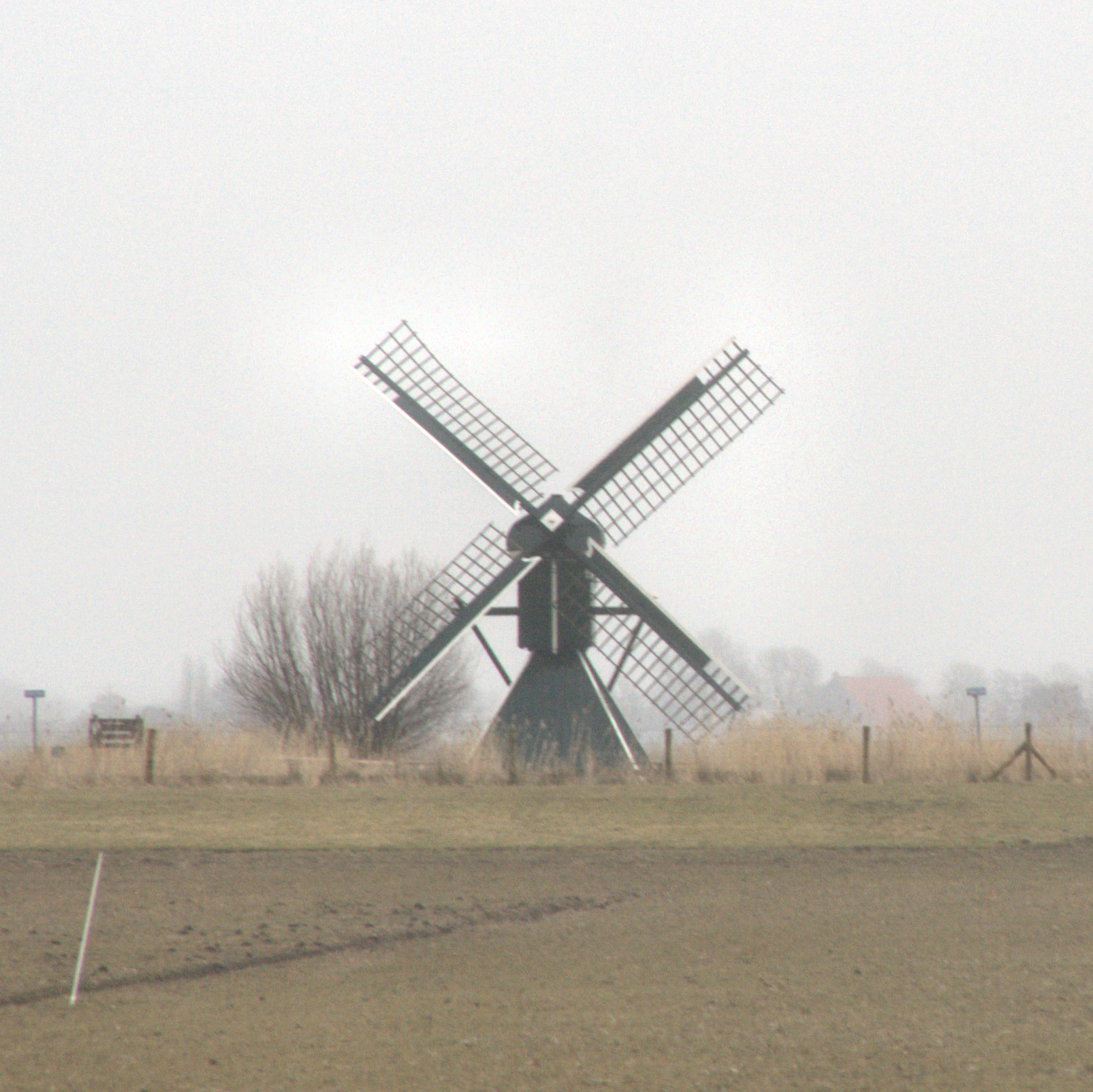
Вітряк Geeuwpoldermolen